# Dipartimento di Patiño
Patiño è un dipartimento argentino, situato nella parte centrale della provincia di Formosa, con capoluogo Comandante Fontana.
Esso confina a nord con la repubblica del Paraguay, a est con i dipartimenti di Pilagás e Pirané, a sud con la provincia del Chaco, e a ovest con il dipartimento di Bermejo.
Secondo il censimento del 2001, su un territorio di 24.502 km², la popolazione ammontava a 64.830 abitanti, con un aumento demografico del 10,87% rispetto al censimento del 1991.
Municipi del dipartimento sono:
- Bartolomé de las Casas
- Colonia Sarmiento
- Comandante Fontana
- El Recreo
- Estanislao del Campo
- Fortín Leyes
- Fortín Lugones
- General Manuel Belgrano
- Ibarreta
- Juan G. Bazán
- Las Lomitas
- Posta Cambio Zalazar
- Pozo del Tigre
- San Martín 1
- San Martín 2
- Subteniente Perín
- Villa General Güemes